# Étang de Waldeck
L’étang de Waldeck se situe dans le hameau de Waldeck, dans la commune française d'Eguelshardt, dans le département de la Moselle.
Cet étang se situe derrière le château de Waldeck en forêt domaniale de Hanau. Il est souvent recouvert de nénuphars. On peut y accéder directement par la route.
Il constitue une réserve biologique classée, remarquable, aussi bien par sa faune que par sa flore. On y trouve, entre autres : des hérons cendrés, des canards, des poules d'eau, des crapauds, des libellules. Pour ce qui est de la végétation spécifique à ce lieu humide, on peut trouver : des callunes, des sphaignes vertes (mousses gorgées d'eau), des linaigrettes houppées, ainsi que des plantes carnivores insolites (droséra à feuilles rondes). Un petit sentier bien tracé, effectue le tour quasiment complet du site et offre de superbes vues sur l'étang-tourbière, sa faune et sa flore.
La pratique de la pêche, la baignade ainsi que la cueillette de végétaux y sont formellement interdites.